# Fertőendréd, Győr-Moson-Sopron
Fertőendréd  este un sat în districtul Sopron, județul Győr-Moson-Sopron, Ungaria, având o populație de 623 de locuitori (2011). 

## Demografie
Componența etnică a satului Fertőendréd
     Maghiari (98,9%)
     Alții (1,1%)
Componența confesională a satului Fertőendréd
     Romano-catolici (73,03%)
     Greco-catolici (2,25%)
     Fără religie (1,61%)
     Reformați (1,28%)
     Necunoscută (20,87%)
     Luterani (0,96%)
Conform recensământului din 2011, satul Fertőendréd avea 623 de locuitori. Din punct de vedere etnic, majoritatea locuitorilor (98,9%) erau maghiari.  Din punct de vedere confesional, majoritatea locuitorilor (73,03%) erau romano-catolici, existând și minorități de greco-catolici (2,25%), persoane fără religie (1,61%) și reformați (1,28%). Pentru 20,87% din locuitori nu este cunoscută apartenența confesională.